# Pápua Új-Guinea főkormányzóinak listája
| Név                              | hivatali ideje                          |
| -------------------------------- | --------------------------------------- |
| Sir John Guise                   | 1975. szeptember 16. – 1977. március 1. |
| Sir Tore Lokoloko                | 1977. március 1. – 1983. március 1.     |
| Sir Kingsford Dibela             | 1983. március 1. – 1989. március 1.     |
| Sir Ignatius Kilage              | 1989. március 1. – 1989. december 31.   |
| Dennis Young                     | 1990. január 1. – 1990. február 27.     |
| Sir Serei Eri                    | 1990. február 27. – 1991. október 4.    |
| Dennis Young (2. hivatali ideje) | 1991. október 4. – 1991. november 11.   |
| Sir Wiwa Korowi                  | 1991. november 11. – 1997. november 20. |
| Sir Silas Atopare                | 1997. november 20. – 2003. november 20. |
| Bill Skate                       | 2003. november 21. – 2004. május 28.    |
| Jeffery Nape                     | 2004. május 28. – 2004. június 29.      |
| Sir Paulias Matane               | 2004. június 29. – 2010. december 13.   |
| Jeffrey Nape                     | 2010. december 13. – 2010. december 20. |
| Michael Ogio                     | 2010. december 20. óta                  |